# دريم كاست كولكشن
دريم كاست كولكشن (بالإنجليزية: Dreamcast Collection)، هي لعبة فيديو يابانية، وهي إعادة إصدار أقوى ألعاب سونيك، والتي صدرت في وقت سابق على منصة جهاز دريم كاست، صدرت اللعبة سنة 2011، وتعمل على منصتي إكس بوكس 360 ومايكروسوفت ويندوز.

## الألعاب
وتشمل اللعبة 6 إصدارات سابقة على منصة دريم كاست، وهي:
1. سيغا باس فيشنغ، صدرت سنة 1997.
2. سونيك أدفنشر، صدرت سنة 1998.
3. كريزي تاكسي، صدرت سنة 2000.
4. سبيس شانل 5: بارت 2، صدرت سنة 2002.
5. نايت إنتو دريمز، صدرت سنة 1996 على منصة سيغا ساترن.
6. جيت سيت راديو، صدرت سنة 2000.
7. سونيك أدفنشر 2، صدرت سنة 2001.